# Hyamia nonagrioides
Hyamia nonagrioides är en fjärilsart som beskrevs av Walker 1863. Hyamia nonagrioides ingår i släktet Hyamia och familjen nattflyn. Inga underarter finns listade i Catalogue of Life.